# Sotió d'Alexandria (segle I)
Sotió d'Alexandria (en llatí Sotion, en grec antic Σωτίων) fou un filòsof grec nadiu d'Alexandria que va florir al començament del segle i en el regnat de Tiberi.
Va ser mestre de Sèneca que va aprendre de Sotió l'admiració per Pitàgores. Va ser l'autor d'un tractat sobre la ira mencionat per Estobeu. També el cita Plutarc com autoritat per les ciutats fundades per Alexandre el Gran a l'Índia, que havia recollit del seu contemporani Potamó de Mitilene. És força probable que es tracti del mateix Sotió que menciona Joan Tzetzes com a filòsof peripatètic del que diu que era l'autor d'una obra sobre temes de l'Índia. Tzetzes no dona detalls de la seva biografia.
Amb el mateix nom, hi va haver un filòsof grec peripatètic que menciona Aulus Gel·li del que diu que va ser l'autor d'una obra de temes variats titulada Κέρας Ἀμαλθείας (El corn d'Amaltea). No en dona detalls de la seva biografia. Com que no es pot situar el seu origen ni època, alguns pensen que seria el mateix personatge que aquest Sotió d'Alexandria.